# Бокатов, Валерий Анатольевич
Валерий Анатольевич Бокатов (10 апреля 1946, Одесса, Украинская ССР, СССР — 1990, Одесса) — советский футболист. Нападающий. Мастер спорта СССР (1969 г.).

## Карьера
Воспитанник ФШ «Спартак» Одесса. За свою карьеру выступал в советских командах «Черноморец» (Одесса), «Спартак» (Москва), «Металлист» (Харьков). По завершении карьеры игрока тренировал в ДЮСШ СКА Одесса.